# Shaken 'n' Stirred
Shaken 'n' Stirred — 3-й сольний альбом колишнього вокаліста британського рок-гурту «Led Zeppelin» Роберта Планта, випущений 20 травня 1985 року, під лейблом «Es Paranza». 
Пісня «Little by Little» протрималася два тижні на першій позиції в чарті «Mainstream Rock Tracks».
20 березня 2007 року компанія «Rhino Entertainment» випустила оновлену версію альбому з одним бонус-треком.

## Трекліст
1. «Hip to Hoo» (Роббі Блант, Роберт Плант, Річі Хейворд, Джезз Вудрофф) — 4:51
2. «Kallalou Kallalou» (Плант, Вудрофф) — 4:17
3. «Too Loud» (Блант, Плант, Хейворд, Вудрофф) — 4:07
4. «Trouble Your Money» (Блант, Плант) — 4:14
5. «Pink and Black» (Блант, Плант, Хейворд, Вудрофф) — 3:45
6. «Little by Little» (Плант, Вудрофф) — 4:43
7. «Doo Doo a Do Do» (Блант, Плант) — 5:09
8. «Easily Lead» (Блант, Плант, Вудрофф) — 4:35
9. «Sixes and Sevens» (Блант, Плант, Вудрофф, Пол Мартінес) — 6:04

Бонус-трек до перевидання 2007 року
- «Little by Little» (ремікс) — 5:12

## Учасники запису
- Роберт Плант — вокал, продюсер
- Роббі Блант — гітара, синтезаторна гітара
- Тоні Хеллідей — вокал
- Річі Хейворд — ударні
- Пол Мартінес — бас-гітара
- Джезз Вудрофф — клавішні
- Бенджі Ле Февр — продюсер, інженер звукозапису
- Тім Палмер — продюсер, інженер звукозапису

## Чарти
Альбом — Billboard (США)
| Рік  | Чарт              | Позиція |
| ---- | ----------------- | ------- |
| 1985 | The Billboard 200 | 20      |

Сингли — Billboard (США)
| Рік  | Сингл            | Чарт                   | Позиція |
| ---- | ---------------- | ---------------------- | ------- |
| 1985 | Little By Little | Mainstream Rock Tracks | 1       |
| 1985 | Little By Little | The Billboard Hot 100  | 36      |
| 1985 | Sixes and Sevens | Mainstream Rock Tracks | 18      |